# アンドレイ・クラフチェンコ
アンドレイ・グリゴーリエヴィチ・クラフチェンコ（ロシア語: Андрей Григорьевич Кравченко、1899年11月30日 - 1963年10月18日）は、ソビエト連邦の軍人。サンクトペテルブルクにあるクラスノセリスキー地区は、クラフチェンコに因んで名付けられた。

## 経歴
1899年11月30日にロシア帝国のポルタヴァ州スリミンに誕生した。1918年11月に赤軍に入り、兵卒としてロシア内戦に従軍した。1923年にポルタヴァ軍事歩兵学校を卒業した後は、1925年4月に共産党に入党した。1928年にM.V.フルンゼ名称軍事アカデミーを卒業後に狙撃連隊参謀長、1930年10月からレニングラード装甲戦車指揮要員完全化課程の戦術講師となり、1935年2月からサラトフ装甲戦車学校に勤務した。1939年5月から狙撃師団、後に自動車化狙撃師団の参謀長となった。同年11月に始まった冬戦争には第173狙撃師団参謀長として従軍し、1940年6月から1941年2月まで第16戦車師団参謀長であった。
1941年3月から第18機械化軍団参謀長となり、独ソ戦を迎える。同年9月から第31独立戦車旅団長となり、モスクワの戦いに参加した。1942年1月から同年3月まで第61軍装甲戦車・機械化兵司令官、1942年3月から第1戦車軍団参謀長、同年7月から第2戦車軍団長、同年9月から1944年1月まで第4戦車軍団長であった。スターリングラード攻防戦において第4戦車軍団は機動群となり、1942年11月23日にソヴィエツキー町で第4機械化軍団と合流し、スターリングラードの包囲網を完成させた。カストルナヤの戦い（1943年1月）、クルスクの戦い、ドニエプルの戦い（1943年8月 - 1943年12月）、ウクライナの解放の功績に対してソ連邦英雄の称号が授与された。
1944年1月から1947年6月まで第6戦車軍司令官となり（1944年9月から親衛）、コルスン包囲戦、ヤッシー＝キシニョフ攻勢、ハンガリー、チェコスロバキア、オーストリアでの作戦に参加した。1945年8月に第6親衛戦車軍はモンゴルに配置転換されてザバイカル戦線に編入され、ソ連対日参戦に参加した。これにより、2つ目のソ連邦英雄称号が授与された。
1946年2月に第2期最高会議代議員、1947年6月からザバイカル軍管区と沿バルト軍管区の装甲戦車・機械化兵司令官となり、1949年に高等軍事アカデミー附属学術課程を修了した。1954年1月から1955年10月まで戦車兵器担当極東軍管区司令官補佐官であった。
1963年10月18日にモスクワにて、63歳で死去した。